# Liebstedt
Liebstedt är en ortsteil i staden Ilmtal-Weinstraße i Landkreis Weimarer Land i förbundslandet Thüringen i Tyskland. Liebstedt var en kommun fram till den 31 december 2013 när den uppgick i Ilmtal-Weinstraße. Kommunen Liebstedt hade 414 invånare 2013.